# Comuna Bogdănești, Briceni
Comuna Bogdănești este o comună din raionul Briceni, Republica Moldova. Este formată din satele Bogdănești (sat-reședință), Bezeda și Grimești.

## Demografie
Conform datelor recensământului din 2014, comuna are o populație de 1.169 de locuitori. La recensământul din 2004 erau 1.293 de locuitori.

## Administrație și politică
Componența Consiliului local Bogdănești (9 consilieri), ales la 5 noiembrie 2023, este următoarea:
|  | Partid                                       | Consilieri | Componență | Componență | Componență | Componență | Componență | Componență | Componență | Componență | Componență |
|  | -------------------------------------------- | ---------- | ---------- | ---------- | ---------- | ---------- | ---------- | ---------- | ---------- | ---------- | ---------- |
|  | Partidul Socialiștilor din Republica Moldova | 9          |            |            |            |            |            |            |            |            |            |